# 合同行為

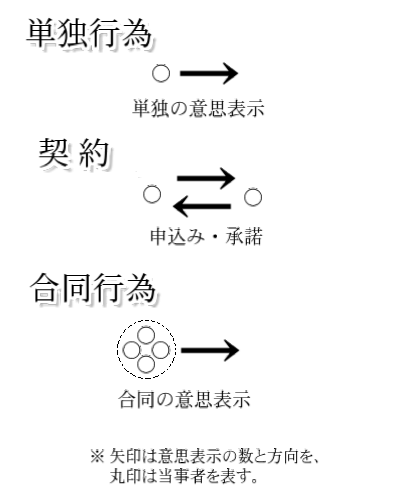
法律行為の三態様

合同行為（ごうどうこうい）とは、ドイツ法や日本法における私法上の概念で、数人が共同して同一目的に向かってする意思表示の結合によって成立する法律行為をいう。協定行為ともいう。なお、フランス法においてはこのような行為もまた契約の一種として捉えられる。

## 概要
合同行為は、「数人が共通の権利義務の変動を目的として共同してする法律行為」とも定義される。
社団法人の設立行為（定款作成）、総会決議などが典型的な例として挙げられる。
合同行為は、複数の意思表示から成り立っている点で、単独行為と異なり、意思表示の向けられる方向が同じである点で、相対立する意思表示から成り立つ契約と異なると説かれることが多い。契約と区別する理由は、意思表示のうち一つが取り消されたり無効となった場合、全体が無効となるのをできるだけ避けるべき点で、通常の契約と異なった扱いが必要だからであると説かれる。しかし、合同行為の概念を立てる実益を疑う学説もある。